# Сундыш
Сундыш — река в Московской области России, протекает по территории городского округа Клин и Дмитровского городского округа. Устье реки находится в 45 км от устья реки Сестры по левому берегу, ниже села Трёхсвятского. Длина реки — 9,3 км, площадь водосборного бассейна — 26,1 км². По другим данным, длина — 10 км.
По данным Государственного водного реестра России, относится к Верхневолжскому бассейновому округу. Речной бассейн — (Верхняя) Волга до Куйбышевского водохранилища (без бассейна Оки), речной подбассейн — бассейны притоков (Верхней) Волги до Рыбинского водохранилища, водохозяйственный участок — Волга от Иваньковского гидроузла до Угличского гидроузла (Угличское водохранилище).